# تعداء بواسطة المغناطيس
تَعْداء بواسطة المغناطيس هو طريقة تعداء تستخدم القوة المغناطيسية لنقل الحمض النووي إلى الخلايا المستهدفة. لذلك، ترتبط الأحماض النووية أولاً بالجسيمات النانوية المغناطيسية. بعد ذلك، يقود تطبيق القوة المغناطيسية مركبات من جسيمات الحمض النووي نحو الخلايا المستهدفة وداخلها، حيث يتم إطلاق الحمولة.

## الجسيمات النانوية المغناطيسية
تُعد الجسيمات النانوية المُستخدَمة نواقلَ للأحماض النووية عادةً أكاسيد الحديد. ويمكن إنتاج أكاسيد الحديد بالترسيب من محاليل ملح الحديد الحمضي عند إضافة القواعد الملائمة. وتتميز الجسيمات النانوية المغناطيسية بحجم يبلغ 100 نانو متر تقريبًا كما يتم طلاؤها بمادة
البوليمرات الحيوية للسماح بحمل الأحماض النووية. وتُشكل الجسيمات والأحماض النووية مركبات عن طريق التفاعل الأيوني للحمض النووي سالب الشحن والسطح موجب الشحن للجسيم النانوي المغناطيسي.

## توصيل الحمض النووي إلى الخلايا المستهدفة
يحدث الربط بين الأحماض النووية سالبة الشحنة وجسيمات الحديد موجبة الشحنة بشكلٍ سريع نسبيًا. وبعد تكوين المركب، تتجمع الجسيمات المحملة جنبًا إلى جنب مع الخلايا المستهدفة على صفيحة مغناطيسية. وباستخدام القوة المغناطيسية، تُسحب جسيمات الحديد بشكلٍ سريع إلى سطح غشاء الخلية. ويحدث الامتصاص الخلوي عن طريق الالتقام أو الاحتساء. وللوصول إلى الخلايا المستهدفة، يتم إطلاق الحمض النووي إلى السيتوبلازم. وتتراكم الجسيمات المغناطيسية في جسيمات داخلية و/أو فجوات. وبمرور الوقت، تتحلل الجسيمات النانوية ويدخل الحديد في الحديد الطبيعي خلال عملية الأيض. ولم يتم تسجيل تأثر الوظائف الخلوية بجسيمات الحديد حتى الآن. وعادةً، في معظم الحالات؛ لا يؤدي تركيز الحديد المتزايد
في المُسْتَنْبَتات إلى آثار سامة للخلايا.

## مميزات وتوقعات التعداء بواسطة المغناطيس
يُعد التعداء بواسطة المغناطيس طريقة جديدة وموفرة للوقت نسبيًا عند إدخال الأحماض النووية في الخلية المستهدفة بكفاءة عالية. وبالأخص، تُظهر خطوط الخلايا الثديية الملتصقة ومزارع الخلايا الأولية معدلات تعداء مرتفعة جدًا. ولكن يمكن أيضًا نقل خلايا التعليق وخلايا من كائنات حية أخرى بنجاح.
علاوةً على ذلك، فهناك ميزة أساسية لهذه الطريقة ألا وهي المعالجة المتوسطة للخلايا. وهناك بعض الطرق التي قد تكون محدودة عن طريق الآثار السامة للخلايا المحتملة لكاشف التعداء الشحمي (حقن الليبيد) أو ببساطة عن طريق القوة المطبقة بشكلٍ مباشر على الخلايا (الصعق الكهربائي، تبلغ نسبة الخلايا الميتة 20-50%). وبالإضافة إلى ذلك، تزداد كفاءة التعداء في حالات عديدة بواسطة النقل الموجه في مجال مغناطيسي، خاصةً لكميات قليلة من الأحماض النووية. وعلى النقيض، فإن طرق أخرى مثل حقن الليبيد لا تقدم سوى مؤشرات إحصائية فقط بين الحمولة والخلايا، نتيجة للحركة ثلاثية الأبعاد للخلايا وتكتلات التعداء في مُسْتعلق سائل. ويمكن استخدام التعداء بواسطة المغناطيس أيضًا في وجود المصل، والذي يمثل فائدة أخرى. وحاليًا، هناك أكثر من 150 خلية تم نقلها بنجاح نسخة محفوظة 23 فبراير 2012 على موقع واي باك مشين.. وعلاوةً على ذلك، قد تنشأ آثار متآزرة تزيد في كفاءة التعداء نتيجة الدمج المحتمل لكلٍّ من حقن الليبيد والتعداء بواسطة المغناطيس.
أما في المستقبل، قد تكون هذه التكنولوجيا أيضًا إستراتيجية بديلة للناقلات الفيروسية وغير الفيروسية المستخدمة حاليًا في العلاج الجيني ونقله.

## المؤلفات
1. ↑  Bertram, J. (2006) MATra - Magnet Assisted Transfection: Combining Nanotechnology and Magnetic Forces to Improve Intracellular Delivery of Nucleic Acids. Current Pharmaceutical Biotechnology 7, 277-28
2. ↑  Magnet-Assisted Transfection (MATra)- mild and efficient transfection technology - IBA نسخة محفوظة 23 فبراير 2012 على موقع واي باك مشين.
3. ↑  Plank, C., Schillinger, U., Scherer, F., Bergemann, C., Remy, J. S., Krötz, F., Anton, M., Lausier, J. and Rosenecker, J. (2003) Biol. Chem., 384, 737-747.
4. ↑  Davis, M. E. (2002) Curr. Opin. Biotechnol., 13(2), 128-131